# 小千谷大橋
小千谷大橋（おぢやおおはし）は、新潟県小千谷市の信濃川に架かる国道17号小千谷バイパスの橋長584.92 mの桁橋。

## 概要
橋長584.920 m (メートル) を有する桁橋。東詰では薭生ICで国道291号に接続している。西詰には三仏生交差点があり、国道117号に接続している。小千谷バイパスは、小千谷市薭生・長岡市妙見間の旧国道17号のルートにある崖崩れの危険が高い区間を避けるために、この小千谷大橋で信濃川の対岸へ渡り、越の大橋で妙見へ向かうルートを通っている。
なお、国道17号小千谷バイパスは全線が指定区間であるが、本橋は新潟県により建造された。
- 形式 - 1径間単純鈑桁橋および4径間連続箱桁橋および3径間連続箱桁橋
- 橋長 - 584.920 m
  - 支間割 - (3×80.000 m) + (4×80.000 m) +3×21.700 m
- 総幅員 - 12.500 m
  - 有効幅員 - 11.500 m
  - 車道 - 9.000 m
  - 歩道 - 2.500 m
- 施工 - 東京鐵骨橋梁[注釈 1]・松尾橋梁[注釈 2]・宮地鐵工所[注釈 3]JV、三菱重工業[注釈 4]・三井造船[注釈 5]JV

## 歴史
- 1982年（昭和57年）6月 - 竣工。
- 1983年（昭和58年）7月27日 - 開通[2]。
- 2004年（平成16年）10月23日 - 新潟県中越地震のため、橋脚が損傷し、10月29日まで一般車両通行止。[6]

## ギャラリー

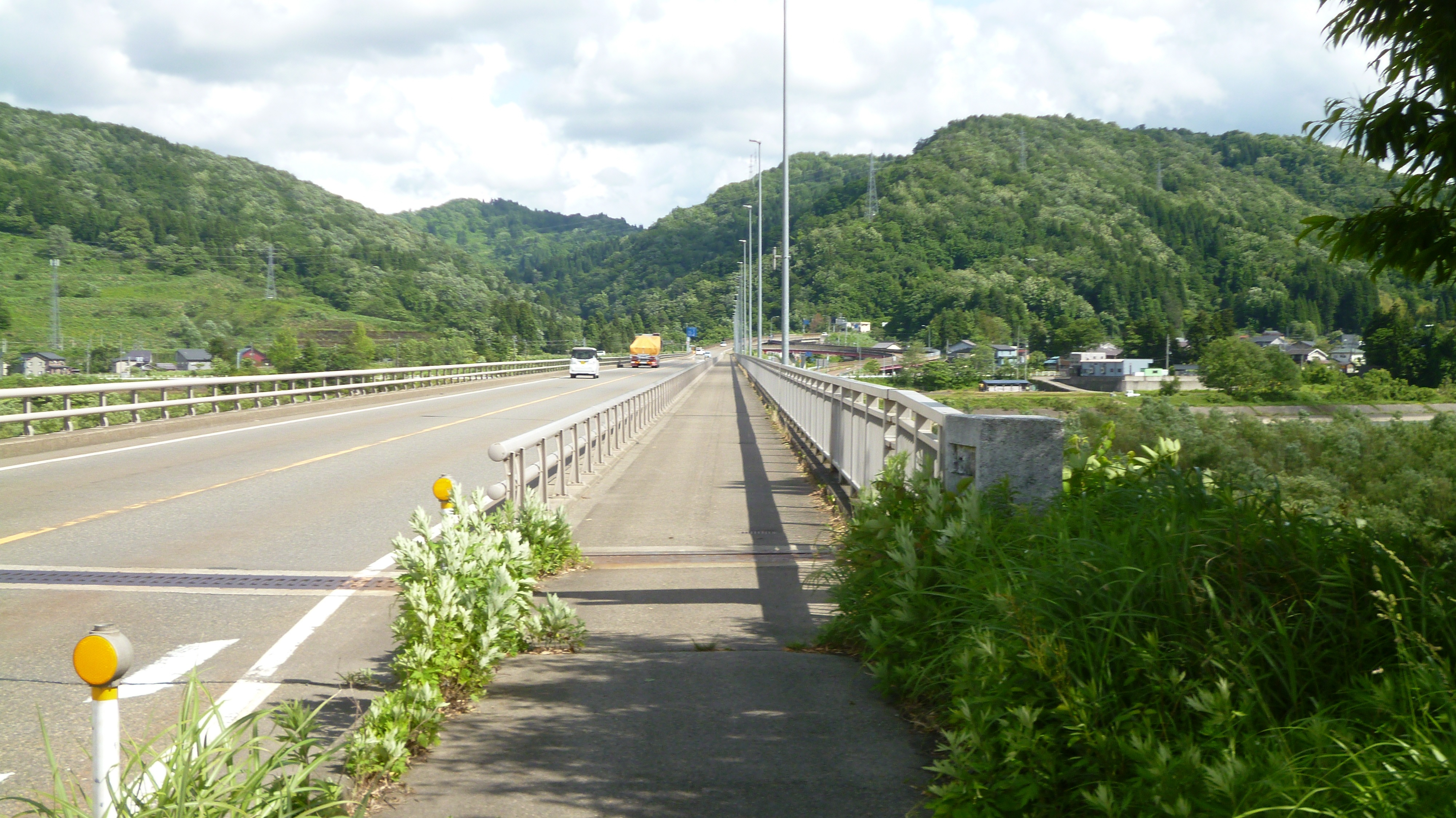
小千谷大橋。左岸より撮影。
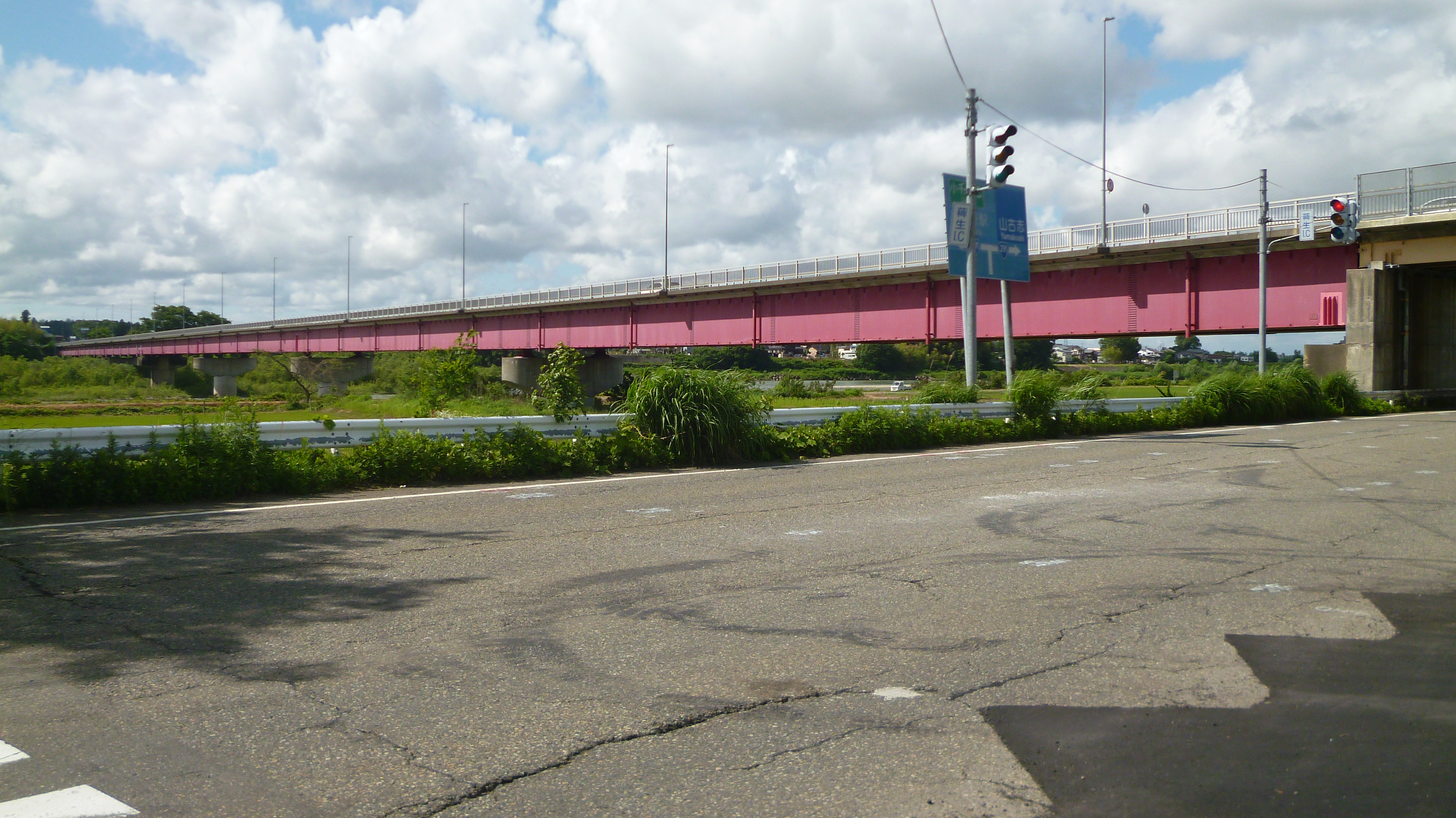
小千谷大橋。右岸より撮影。
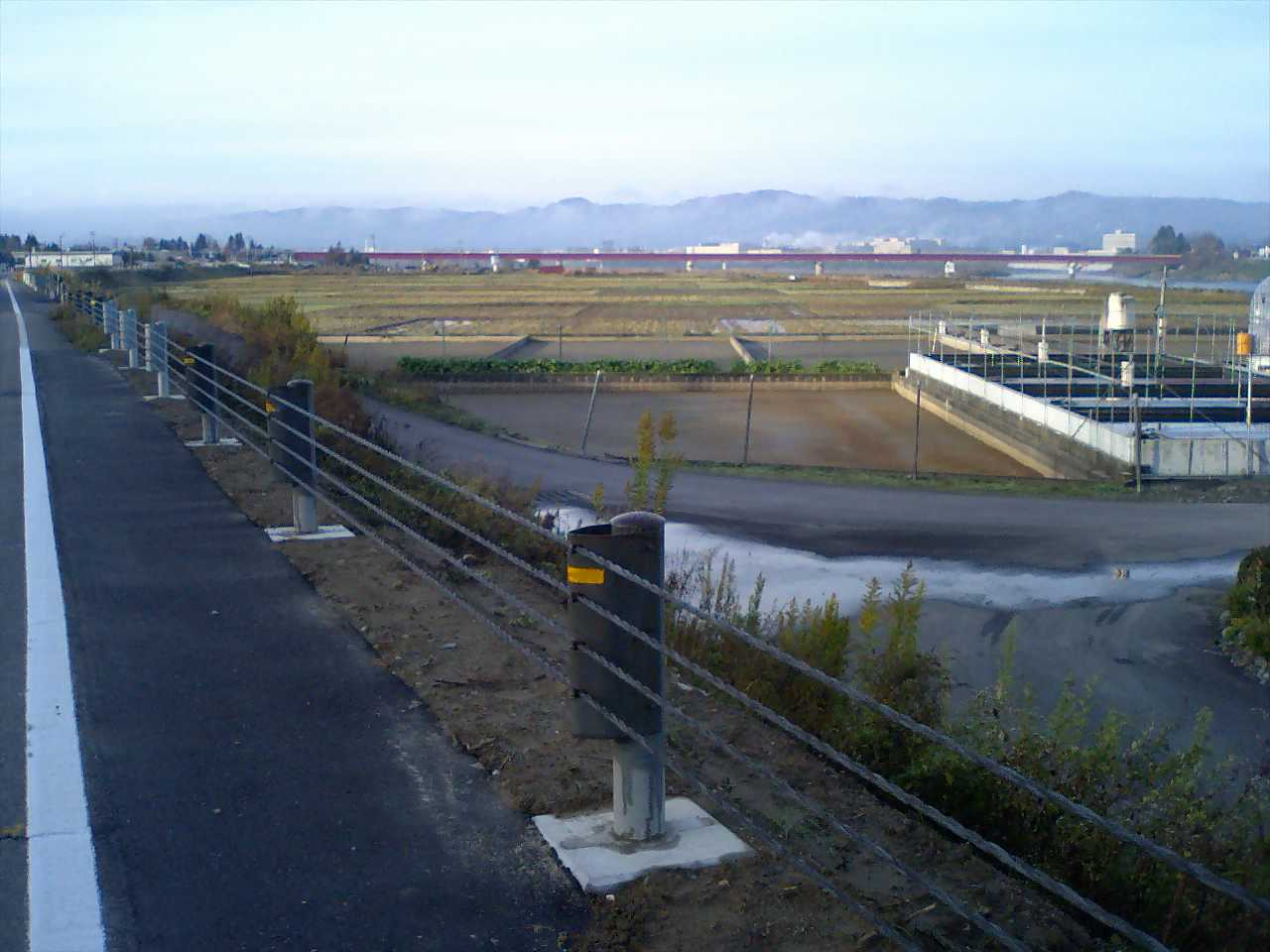
小千谷大橋。右岸下流側より撮影。
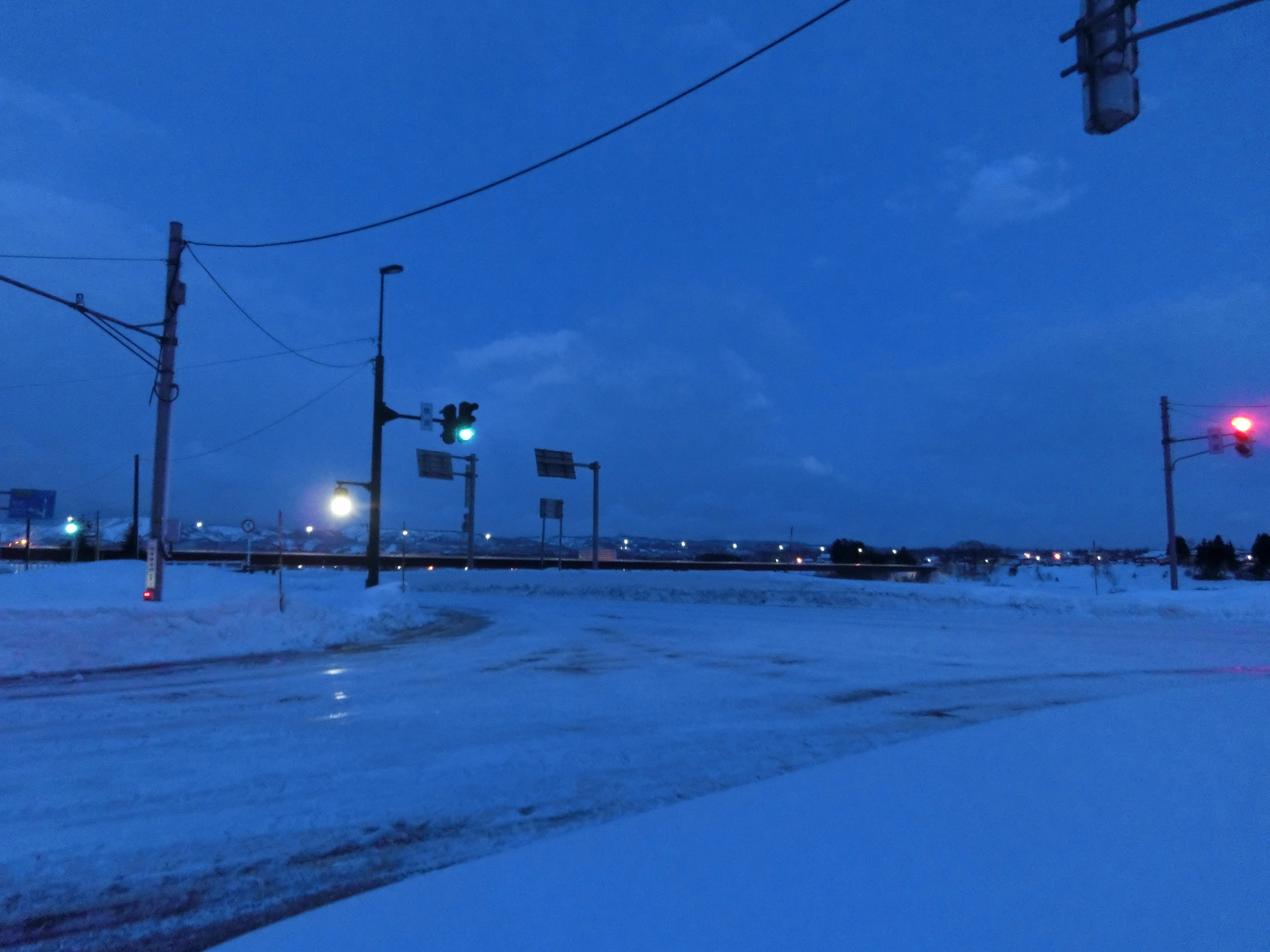
小千谷大橋。冬の未明、右岸下流側より撮影。